# Сан-Огастин (округ)
Округ Сан-Огастин (англ. San Augustine county) — округ штата Техас Соединённых Штатов Америки. На 2000 год в нем проживало 8946 человек. По оценке бюро переписи населения США в 2009 году население округа составляло 8574 человек. Окружным центром является город Сан-Огастин.

## История
Округ Сан-Огастин был одним из первоначальных округов Республики Техас, когда она провозгласила независимость от Мексики в 1836 году. Он был назван в честь святого Аврелия Августина (англ. Augustine).

## География
По данным бюро переписи населения США площадь округа Савала составляет 1534 км², из которых 1367 км² — суша, а 167 км² — водная поверхность (10,86 %).

### Основные шоссе
- Шоссе 96
- Автострада 21
- Автострада 103
- Автострада 147

### Соседние округа
- Шелби  (север)
- Сабин  (восток)
- Джаспер  (юг)
- Анджелина  (юго-запад)
- Накодочес  (запад)